# No Fixed Address
No Fixed Address je osmé studiové album kanadské rockové skupiny Nickelback. Vyšlo 17. listopadu 2014. Albu předchází rockový singl „Edge of a Revolution“ (vydaný 18. srpna 2014) a popový singl „What Are You Waiting For?“ z 5. září 2014.

## Seznam skladeb
| Pořadí | Název                                 | Délka |
| ------ | ------------------------------------- | ----- |
| 1.     | Million Miles an Hour                 | 4:10  |
| 2.     | Edge of a Revolution                  | 4:03  |
| 3.     | What Are You Waiting For?             | 3:38  |
| 4.     | She Keeps Me Up                       | 3:57  |
| 5.     | Make Me Believe Again                 | 3:33  |
| 6.     | Satellite                             | 3:57  |
| 7.     | Get 'Em Up                            | 3:53  |
| 8.     | The Hammer's Coming Down              | 3:53  |
| 9.     | Miss You                              | 4:02  |
| 10.    | Got Me Runnin' Round (feat. Flo Rida) | 4:05  |
| 11.    | Sister Sin                            | 3:25  |